# Põlluküla (Lümanda)
Põlluküla – wieś w Estonii, w prowincji Sarema, w gminie Lümanda.